# العلاقات الأندورية الروسية
العلاقات الأندورية الروسية هي العلاقات الثنائية التي تجمع بين أندورا وروسيا.

## مقارنة بين البلدين
هذه مقارنة عامة ومرجعية للدولتين:
| وجه المقارنة                                              | أندورا                                                     | روسيا                                   |
| --------------------------------------------------------- | ---------------------------------------------------------- | --------------------------------------- |
| المساحة (كم2)                                             | 468                                                        | 17.08 مليون                             |
| عدد السكان (نسمة)                                         | 76.18 ألف                                                  | 146.80 مليون                            |
| الكثافة السكانية (ن./كم²)                                 | 16.28 ألف                                                  | 8.59                                    |
| العاصمة                                                   | أندورا لا فيلا                                             | موسكو                                   |
| اللغة الرسمية                                             | اللغة الكتالونية                                           | اللغة الروسية                           |
| العملة                                                    | يورو                                                       | روبل روسي                               |
| الناتج المحلي الإجمالي (بليون دولار)                      | 3.01 مليار                                                 | 1.58 تريليون                            |
| الناتج المحلي الإجمالي (تعادل القوة الشرائية) بليون دولار |                                                            | 3.69 تريليون                            |
| الناتج المحلي الإجمالي الاسمي للفرد دولار أمريكي          |                                                            | 9.09 ألف                                |
| الناتج المحلي الإجمالي للفرد دولار أمريكي                 |                                                            |                                         |
| مؤشر التنمية البشرية                                      | 0.858                                                      | 0.798                                   |
| رمز المكالمات الدولي                                      | +376                                                       | +7                                      |
| رمز الإنترنت                                              | .ad                                                        | .ru، .рф، .рус ‏، .su                    |
| المنطقة الزمنية                                           | ت ع م+01:00، توقيت وسط أوروبا، ت ع م+02:00، أوروبا/أندورا ‏ | Magadan Time ‏، ت ع م+02:00، ت ع م+12:00 |

## منظمات دولية مشتركة
يشترك البلدان في عضوية مجموعة من المنظمات الدولية، منها:
| علم المنظمة | اسم المنظمة                    | تاريخ انضمام أندورا | تاريخ انضمام روسيا |
| ----------- | ------------------------------ | ------------------- | ------------------ |
|             | منظمة الشرطة الجنائية الدولية  | ?                   | 27 سبتمبر 1990     |
|             | منظمة الأمن والتعاون في أوروبا | 25 أبريل 1996       | 1992               |
|             | يونسكو                         | 20 أكتوبر 1993      | 21 أبريل 1954      |
|             | منظمة حظر الأسلحة الكيميائية   | ?                   | ?                  |
|             | مجلس أوروبا                    | ?                   | 28 فبراير 1996     |
|             | الأمم المتحدة                  | 28 يوليو 1993       | 24 أكتوبر 1945     |
|             | الاتحاد الدولي للاتصالات       | 12 نوفمبر 1993      | 1866               |

## وصلات خارجية
- موقع وزارة الخارجية الأندورية
- موقع وزارة الخارجية الروسية